# Armillaria puiggarii
Armillaria puiggarii là một loài nấm trong họ Physalacriaceae. Loài này phân bố ở Trung và Nam Mỹ.

## Hình ảnh

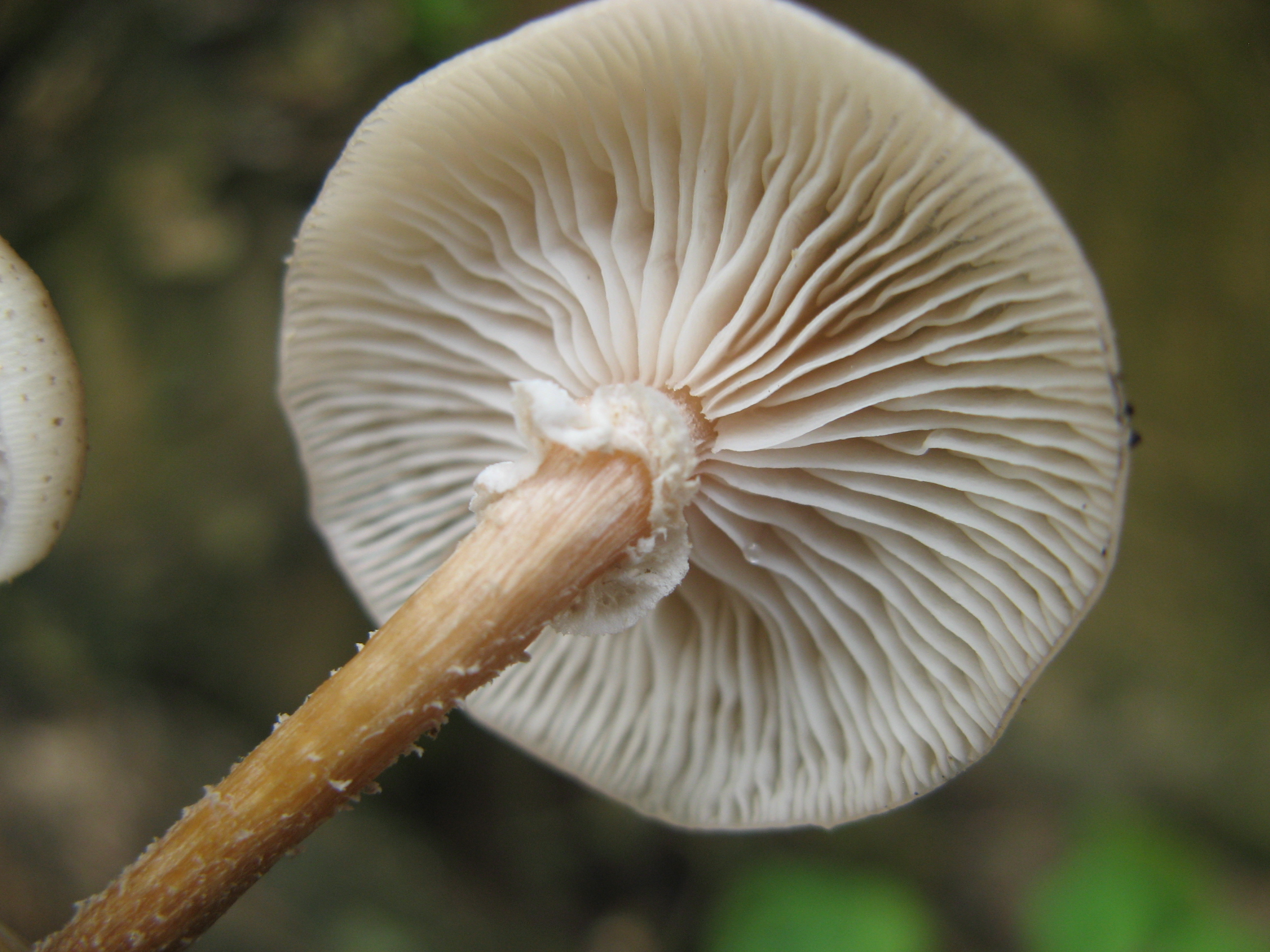